# Rogeria innotabilis
Rogeria innotabilis é uma espécie de formiga do gênero Rogeria, pertencente à subfamília Myrmicinae.